# (1902) Shaposhnikov
(1902) Shaposhnikov (1972 HU) ist ein Hilda-Asteroid am äußersten Rand des Hauptgürtels. Seine Rotationsperiode wurde durch verschiedene Messungen der Helligkeitsschwankungen auf rund 21 Stunden bestimmt.
Es liegen verschiedene Angaben zu seinem Durchmesser vor, die von etwa 83 bis zu 97 km reichen.
Der Asteroid wurde am 18. April 1972 von Tamara Michailowna Smirnowa am Krim-Observatorium entdeckt.